# Cappadocia (tỉnh La Mã)
Cappadocia là một tỉnh của đế quốc La Mã ở Tiểu Á (ngày nay là khu vực trung đông Thổ Nhĩ Kỳ), với thủ phủ của nó là Caesarea. Nó được Hoàng đế Tiberius (trị vì từ năm 14-37 CN) thành lập vào năm 17 CN, sau khi vị vua cuối cùng của Cappadocia, Archelaus, qua đời. Nó là một tỉnh của hoàng đế, có nghĩa là viên thống đốc của nó (legatus Augusti) được hoàng đế trực tiếp bổ nhiệm. Vào cuối thế kỷ thứ 1, tỉnh này còn sáp nhập thêm các vùng đất như Pontos và Tiểu Armenia.

## Lịch sử

### Đồng minh của người La Mã
Trước khi trực tiếp nằm dưới sự cai trị của đế quốc, Cappadocia là một trong những quốc gia kế tục đế quốc của Alexandros Đại đế. Vương quốc Cappadocia đã được cai trị bởi triều đại Ariarathes từ năm 331 TCN cho đến năm 95 TCN. Dưới thời Ariarathes IV, Cappadocia lần đầu tiên đã giao thiệp với Cộng hòa La Mã như là một đồng minh chống lại kẻ thù chung đó là vua Seleukos, Antiochos III Đại đế, trong cuộc chiến tranh La Mã-Syria từ năm 192-188 TCN. Sau chiến thắng của Roma trước Antiochos, Ariarathes IV bắt đầu mối quan hệ hữu nghị với nhà nước Cộng hòa bằng việc hứa hôn con gái của ông với vua Pergamum, một đồng minh của La Mã. Các vị vua Ariarathes sau đó sẽ trở thành một đồng minh quan trọng của Roma ở phía Đông. Cappadocia cũng sẽ hỗ trợ Roma trong cuộc chiến tranh Macedonia lần thứ ba chống lại Perseus của Macedonia từ năm 171-166 TCN. Chiến thắng của Roma trước vương quốc Seleukos và Macedonia đã khiến cho nhà nước Cộng hòa trở thành một cường quốc ở phía đông Địa Trung Hải.
Khi vua Attalos III (năm 138-133 TCN) qua đời mà không có người thừa kế trong năm 133 trước Công nguyên, ông đã trao lại Vương quốc Pergamon cho Roma. Eumenes III sau đó tuyên bố là vua của Pergamon và chiếm lấy vùng đất này. Vào năm 130 TCN, vua Cappadocia Ariarathes V đã hỗ trợ cho viên chấp chính quan La Mã Publius Licinius Crassus Dives Mucianus trong nỗ lực thất bại của ông ta nhằm lật đổ Eumenes III. Cả Crassus và Ariarathes V đều tử trận cuộc chiến tranh chống lại Eumenes III. Cái chết của Ariarathes V đã dẫn đến việc người con trai nhỏ tuổi của ông, Ariarathes VI, được đưa lên làm vua Cappadocia. Vua Mithridates V của Pontus sau đó gả Laodice, con gái của ông ta cho Ariarathes VI nhằm tăng cường sự khống chế đối với Cappadocia. Mithridates V còn phát động một cuộc xâm lược quân sự vào Cappadocia, và khiến cho vương quốc này nằm dưới sự bảo hộ của Vương quốc Pontos. Mặc dù trên danh nghĩa độc lập, ảnh hưởng của Pontos đối với Cappadocia vẫn sẽ tiếp tục dưới triều đại con trai của ông ta, Mithridates VI của Pontos.
Trong năm 116 trước Công nguyên, vua Ariarathes VI đã bị một quý tộc Cappadocia tên là Gordius sát hại theo lệnh của vua Mithridates VI. Mithridates VI tiếp đó đưa em gái của ông, Laodice, góa phụ của vua Ariarathes VI, lên làm nhiếp chính cho vị vua nhỏ Ariarathes VII và tiếp tục duy trì sự kiểm soát của Pontos đối với vương quốc này. Sau khi vua Nicomedes III của Bithynia kết hôn với Laodice, ông ta đã cố gắng để sáp nhập Cappadocia vào vương quốc của mình và lật đổ Ariarathes VII. Mithridates VI nhanh chóng xâm chiếm và đánh đuổi Nicomedes III khỏi vùng đất này, khôi phục lại ngai vàng cho người cháu Ariarathes VII của ông, và đưa Cappadocia quay trở lại phạm vi ảnh hưởng của Pontos. Chưa dừng lại ở đó, vị vua Pontos sau đó còn sát hại Ariarathes VII trong năm 101 trước Công nguyên, và đưa người con trai mới tám tuổi của ông ta, Ariarathes IX, lên làm ông vua bù nhìn của Cappadocia. Vì là một đứa trẻ thế nên Ariarathes IX đã không thể duy trì được sự kiểm soát đối với vương quốc, và các quý tộc Cappadocia sau đó đã nổi loạn chống lại sự cai trị của ông trong năm 97 trước Công nguyên rồi tôn Ariarathes VIII, con trai của Ariarathes VII, lên làm vua. Mithridates nhanh chóng dập tắt cuộc nổi loạn và lưu đày Arirarathes VIII, sau đó ông ta khôi phục lại ngai vàng Cappadocia cho con trai mình.

### Vương quốc chư hầu

#### Các cuộc chiến tranh Mithridates

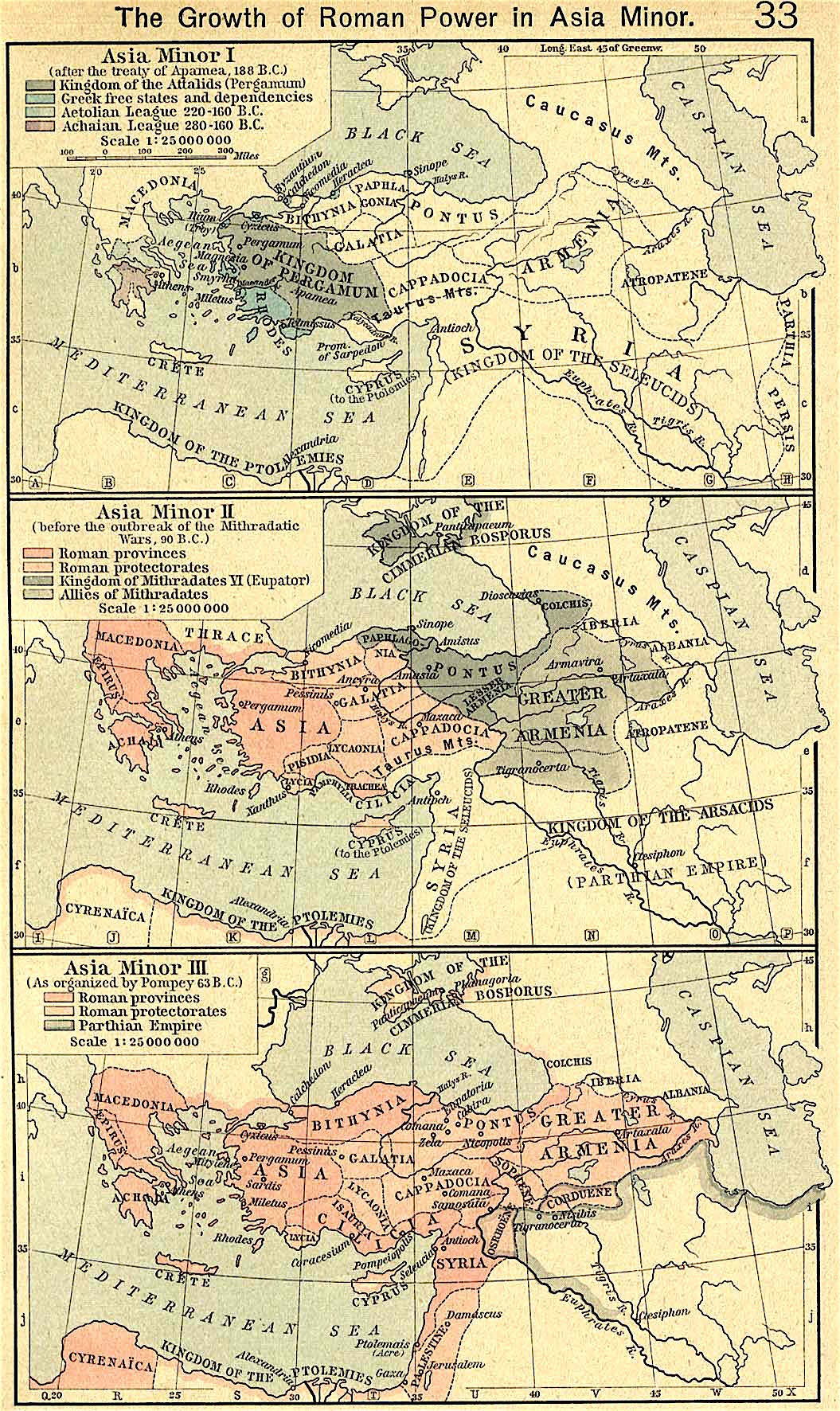
Sự bành trướng của Cộng hòa La Mã ở Tiểu Á từ năm 188 TCN tới tận năm 63 TCN.

Trong năm 95 TCN vua Nicomedes III của Bithynia đã phái một sứ thần đến Roma và thỉnh cầu quyền cai trị đối với vương quốc này. Tương tự, Mithridates VI của Pontus cũng phái sứ thần đến Roma nhằm tìm kiếm sự chấp thuận của người La Mã cho sự thống trị của ông đối với Cappadocia. Tuy nhiên, viện nguyên lão La Mã đã không giao lại vương quốc này cho một trong hai người. Thay vào đó, viện nguyên lão yêu cầu cả Pontos và Bithynia phải rút khỏi Cappadocia và đảm bảo sự độc lập của nó. Viện nguyên lão còn ra lệnh lật đổ Ariarathes IX. Với sự hỗ trợ quân sự từ thống đốc La Mã của Cilicia, Lucius Cornelius Sulla, Ariobarzanes I đã được đưa lên làm vua của Cappadocia. Với việc Ariobarzanes I được đưa lên ngôi vào năm 95 trước Công nguyên, Cappadocia đã trở thành một chư hầu của Cộng hoà La Mã.
Trong năm 93 trước Công nguyên, con rể của Mithridates VI, Tigranes Đại đế đã đem quân xâm chiếm Cappadocia theo chỉ thị từ vị vua Pontos. Tigranes đã lật đổ Ariobarzanes I, người sau đó đã chạy trốn tới Roma, và đưa Gordius lên làm vị vua chư hầu mới của Cappadocia. Với việc Cappadocia trở thành một vương quốc chư hầu của Armenia, Tigranes tạo ra một vùng đệm giữa vương quốc của mình với Cộng hòa La Mã. Sau khi đã giành được Cappadocia, Mithridates xâm lược Vương quốc Bithynia và đánh bại vua Nicomedes IV trong năm 90 trước Công nguyên. Nicomedes IV buộc phải chạy trốn đến Ý. Một phái đoàn nguyên lão sau đó được phái đến phía đông để khôi phục lại vương quốc cho cả Nicomedes IV và Ariobarzanes I. Mặc dù đang vướng vào cuộc chiến tranh đồng minh ở Ý, Roma đã có thể khôi phục thành công ngôi vị cho cả hai vị vua nhờ vào ảnh hưởng ngày càng tăng của nhà nước Cộng hòa trong khu vực.
Vào năm 89 trước Công nguyên, sau khi đã tiến hành dàn xếp hòa bình với Roma và với việc Ariobarzanes I được khôi phục lại ngôi vua của Cappadocia, Mithridates VI tiếp tục xâm chiếm Cappadocia một lần nữa, và lại đưa người con trai của mình Ariarathes IX lên làm vị vua bù nhìn dưới sự cai trị của Pontos. Hành động của Mithridates ở Cappadocia đã gây ra cuộc chiến tranh Mithridates lần thứ nhất (từ năm 89-85 TCN) giữa Roma và Pontos cùng với đồng minh Armenia của nó. Lucius Cornelius Sulla sau đó được trao quyền chỉ huy quân đội La Mã trong cuộc chiến tranh này vào năm 87 TCN và đánh bại Mithridates VI cùng các đồng minh của ông ta trong năm 85 TCN. Do phải tập trung vào việc đối phó với những thách thức chính trị đang ngày càng tăng ở Roma, Sulla đã áp đặt các điều khoản ôn hòa đối với Mithridates VI: Mithridates phải từ bỏ sự kiểm soát của ông đối với Bithynia và Cappadocia, đồng thời khôi phục lại ngai vàng cho Ariobarzanes I và Nicomedies IV, các vị vua chư hầu của La Mã. Đổi lại, Roma cho phép Mithridates VI giữ lại sự cai trị của ông ta ở Pontos.
Khi Nicomedes IV qua đời trong năm 74 TCN, ông ta đã trao lại vương quốc Bithynia cho Cộng hòa La Mã. Cái chết của ông đã gây ra một khoảng trống quyền lực ở Tiểu Á và điều đó cho phép Mithridates VI xâm lược và chinh phục vương quốc vô chủ này. Với Mirthidates VI việc lại có mưu đồ nhằm vào các vùng đất nằm dưới sự bảo hộ của người La Mã ở Tiểu Á, bao gồm Cappadocia, Roma đã tiến hành cuộc chiến tranh Mithridates lần thứ ba để kết thúc mối đe dọa đến từ Pontos. Roma đã phái chấp chính quan Lucius Licinius Lucullus đến châu Á và ông ta sau đó lần lượt đánh tan quân Pontos và đồng minh Armenia của họ, tái khẳng định sự thống trị của La Mã đối với các quốc gia chư hầu ở châu Á vào năm 71 TCN và chinh phục Pontos chinh phục trong quá trình này. Khi Mithridates VI trốn sang Armenia, Lucullus xâm lược vương quốc này trong năm 69 TCN.
Bất chấp giành được những thành công ban đầu, Lucullus đã không thể chấm dứt chiến tranh một cách hoàn toàn. Năm 66 trước Công nguyên, Mithridates VI và Tigranes đã có thể chiếm lại các vương quốc của họ và Lucullus đã được triệu hồi về Roma. Viên nguyên lão sau đó phái tiếp Pompeius Vĩ Đại tới phía Đông và ra lệnh cho ông ta phải kết thúc cuộc chiến tranh này. Sau khi bị Pompeius đánh bại, Mithridates VI lại chạy trốn tới Armenia. Tuy nhiên, Tigranes, lần này lại từ chối đón nhận ông ta. Mithridates VI sau đó buộc phải chạy trốn về phía bắc và vượt qua biển Đen để tới vương quốc Bosporus vốn đang nằm dưới sự cai trị của Machares, con trai ông ta. Khi Machares từ chối phát động một cuộc chiến mới chống lại Roma, Mithridates VI đã sát hại ông và chiếm đoạt ngai vàng Bosporus cho riêng mình. Trong khi Mithridates VI mong muốn gây chiến với người La Mã một lần nữa thì người con trai út của ông ta, Pharnaces II của Pontos, lại không muốn như vậy và ông ta đã âm mưu lật đổ cha mình. Kế hoạch của ông sau đó bị phát hiện, nhưng quân đội của Mithridates lại không muốn giao chiến với Pompeius và quân đội của ông ta, đã quay ra ủng hộ Pharnaces. Họ sau đó đã ép Mithridates VI phải tự sát trong năm 63 TCN. Pharnaces II nhanh chóng phái một sứ thần tới chỗ Pompeius với lời đề nghị xin quy phục. Pompeius chấp nhận sự quy phục của Pharnaces II và đổi lại, công nhận Pharnaces II là vị vua chư hầu của La Mã ở Vương quốc Bosporus.
Với việc Mithridates VI bị đánh bại, Pompeius đã chính thức sáp nhập Bithynia, Pontos, và Cilicia thành các tỉnh mới của Cộng hòa La Mã. Pompeius còn tiến xâm lược Armenia trong năm 64 trước Công nguyên và buộc Tigranes phải đầu hàng ông cùng với đó Armenia trở thành một vương quốc chư hầu của Roma. Với việc Armenia đã quy phục, Pompeius sau đó tiến về phía nam và phế truất vị vua chư hầu Antiochus XIII Asiaticus ở Syria rồi chính thức sáp nhập nó thành một tỉnh của Cộng hòa La Mã. Sau cái chết của Ariobarzanes I, Pompeius đưa con trai ông ta là Ariobarzanes II lên làm vị vua chư hầu mới của La Mã ở Cappadocia, đây cũng là một trong những việc làm cuối cùng của ông ở phía đông trước khi trở về Roma.
Ariobarzanes II đã trị vì cho đến tận năm 51 trước Công nguyên trước khi ông bị ám sát bởi lực lượng trung thành với đế chế Parthia. Viện nguyên lão La Mã sau đó tuyên bố con trai của ông Ariobarzanes III là thừa kế hợp pháp, và cùng với sự hỗ trợ quân sự từ viên thống đốc La Mã ở Cilicia, Marcus Tullius Cicero, ông ta đã được lên làm vua của Cappadocia. Trong năm 50 TCN, Ariobarzanes III, được sự hỗ trợ của Cicero, đã phát hiện ra một âm mưu của Athenais Philostorgos II, mẹ của Ariobarzanes III, bà ta định lật đổ ông và đưa người em trai Ariarathes X của ông lên làm vua. Cicero và Ariobarzanes III sau đó đã cùng nhau trục xuất Athenais khỏi Cappadocia.

### Các cuộc nội chiến La Mã
Cappadocia đã giữ một vai trò quan trọng trong các cuộc nội chiến của Cộng hòa La Mã. Khi mà Julius Caesar vượt qua sông Rubicon trong năm 49 trước Công nguyên và bắt đầu cuộc nội chiến, nhiều thành viên của viện nguyên lão La Mã dưới sự lãnh đạo của Pompeius đã bỏ chạy về phía đông. Vua Ariobarzanes III của Cappadocia ban đầu ủng hộ Pompeius chống lại Caesar, để đền đáp sự ủng hộ của Pompey cho người cha của ông nhiều năm trước đó. Tuy nhiên, sau chiến thắng của Caesar trước Pompeius trong trận Pharsulus và sau khi Pompeius bị ám sát vào năm 48 trước Công nguyên, Ariobarzanes III đã tuyên bố trung thành với Caesar. Caesar sau đó bổ nhiệm Gnaeus Domitius Calvinus làm thống đốc La Mã ở khu vực châu Á và giữ vai trò là người đại diện chính thay mặt cho ông ở Tiểu Á trong khi ông tới Ai Cập.
Với việc người La Mã đang bị phân tâm bởi cuộc nội chiến, Pharnaces II, vị vua chư hầu La Mã của Vương quốc Bosporus và còn là người con trai út của Mithridates VI, đã quyết định nắm lấy cơ hội này, ông ta đã chinh phục Colchis và Tiểu Armenia (vùng lãnh thổ thuộc tỉnh Pontos của La Mã). Các vị vua của Cappadocia và Galatia, tương ứng là Ariobarzanes III và Deiotarus đã kêu gọi Calvinus bảo vệ họ và chẳng bao lâu sau đó Calvinus cũng đã đem quân tiến đánh Pharnaces II. Họ chạm trán với nhau trong trận Nicopolis ở miền đông Anatolia, tại đây Pharnaces II đánh bại quân đội La Mã và giày xéo phần lớn Cappadocia, Pontos và Bithynia.
Sau khi đánh bại quân đội của nhà Ptolemaios trong trận sông Nile, Caesar rời Ai Cập vào năm 47 trước Công nguyên và tiến quân qua Syria, Cilicia, và Cappadocia để đối mặt với Pharnaces II. Khi Pharnaces II nghe tin Caesar đang tiến đến cùng với đội quân thiện chiến của ông ta, ông đã phái sứ thần tới cầu hòa nhưng Caesar đã từ chối. Sau đó, Caesar đánh bại hoàn toàn Pharnaces II trong trận Zela và khôi phục lại sự thống trị của La Mã trên khắp Tiểu Á. Sau khi trở về vương quốc Bosporos, Pharnaces II đã bị Asander-con rể của ông- ám sát. Đổi lại, Caesasr đã phong cho Asander làm vị vua chư hầu mới của vương quốc này. Caesar sau đó sáp nhập Tiểu Armenia vào Cappadocia để tạo thành một vùng đệm cho những quyền lợi của Roma ở Tiểu Á chống lại một cuộc xâm lược từ phía đông trong tương lai.
Vào ngày 15 tháng 3 năm 44 trước Công nguyên, Ceasar đã bị các thành viên của viện nguyên lão La Mã ám sát, đứng đầu trong số họ là Marcus Junius Brutus và Gaius Cassius Longinus. Phe "Những người giải phóng" sau đó bỏ trốn khỏi Ý và đoạt lấy quyền làm chủ các tỉnh phía đông của nhà nước Cộng hòa và các nước chư hầu phía đông, bao gồm cả Cappadocia vào năm 43 TCN. Khi Ariobarzanes III cảm thấy khó chịu với mức độ can thiệp của La Mã vào vương quốc của mình, Cassius đã hành quyết ông và đưa em trai của ông Ariarathes X lên làm vua của Cappadocia vào năm 42 TCN. Một năm sau đó, sau khi Brutus và Cassius bị đánh bại trong trận Philippi, thành viên của chế độ Tam đầu chế là Marcus Antonius đã nắm quyền làm chủ các tỉnh Đông cùng với các vương quốc chư hầu. Trong năm 36 trước Công nguyên, Antonius đã cho hành quyết Ariarathes X rồi đưa Archelaus lên làm vị vua chư hầu mới của Cappadocia.
Sau khi Octavius giành chiến thắng trước Antonius trong trận Actium vào năm 31 TCN, Archelaus và các vị vua chư hầu phía đông khác tuyên bố sự trung thành của họ với Octavius. Đổi lại, Octavius cho phép ông và các vị vua chư hầu khác giữ lại ngai vàng cho họ.
Khi Octavius trở thành "Augustus" và là vị hoàng đế La Mã đầu tiên vào năm 27 trước Công nguyên, Cappadocia trở thành một vương quốc chư hầu quan trọng và đáng tin cậy ở phía đông. Archelaus đã trở thành một vị vua chư hầu quan trọng đối với chính sách phía đông của Augustus. Augustus coi Archelaus như một nhà cai trị trung thành, và cam kết sẽ không chuyển đổi Cappadocia trở thành một tỉnh trực tiếp. Như một phần thưởng cho sự trung thành của ông, trong năm 25 TCN, Augustus đã giao cho Archelaus vùng lãnh thổ của Cilicia dọc theo phía đông Địa Trung Hải và Tiểu Armenia dọc theo Biển Đen. Augustus đã giao cho Archelaus thêm những vùng lãnh thổ này cốt để loại bỏ nạn hải tặc ở miền đông Địa Trung Hải và để xây dựng một vùng đệm giữa Roma và đế quốc Parthia.

## Tỉnh của La Mã

### Thời kì Nguyên Thủ
Cappadocia vẫn là một vương quốc chư hầu quan trọng và đáng tin cậy ở phía đông dưới triều đại Hoàng đế Augustus. Tuy nhiên, chính sách của Roma đối với Cappadocia đã thay đổi sau khi Augustus qua đời vào năm 14 CN và dưới triều đại của Hoàng đế Tiberius. Trước kia, Tiberius đã bị Archelaus coi thường vì vị vua Cappadocia đã tỏ ra ủng hộ Gaius Caesar, một trong những người cháu nội của Augustus và là người thừa kế chính. Trong lúc Tiberius thoái ẩn trên đảo Rhodes của Hy Lạp từ năm 6 TCN đến năm 2 CN, mặc dù trên danh nghĩa là người chỉ huy một nửa phía đông của đế quốc, thì vào năm 1 TCN Archelaus lại công nhận Gaius Caesar, lúc đó là một chỉ huy quân sự cấp dưới của Tiberius, như là người đại diện đúng nghĩa của Augustus. Mặc dù Gaius Caesar là người được Augustus chọn để kế vị, cái chết của ông vào năm 4 CN trong khi đang tham gia chiến dịch quân sự ở Armenia đã buộc Augustus phải chọn Tiberius và chỉ định ông ta là người kế nhiệm ông.
Ngay khi nắm giữ ngai vị hoàng đế vào năm 14 CN, Tiberius đã tạo lập nên một sự thay đổi trong chính sách phía đông của Roma. Nhằm mục đích trực tiếp nắm giữ những tài nguyên của Cappadocia và tìm cách loại bỏ Archelaus, Tiberius đã triệu tập Archelaus đến Roma vào năm 17 CN. Vào thời điểm đó, Archelaus đã cai trị Cappadocia với tư cách là vua chư hầu của Roma trong hơn năm mươi năm. Khi ông đến Roma, Tiberius đã buộc tội Archelaus đang nuôi dưỡng kế hoạch nổi loạn và cho giam cầm ông, tại đây ông qua đời vì nguyên nhân tự nhiên ngay sau đó. Sau đó Tiberius giao cho người con nuôi Germanicus của mình giám sát các vấn đề của Roma ở phía Đông, và tiếp đó sáp nhập Cappadocia trực tiếp vào đế quốc bằng cách biến vương quốc này trở thành một tỉnh của La Mã. Tiberius còn trao cho con riêng của vợ Archelaus là Artaxias III quyền cai trị vương quốc chư hầu Armenia và cho con trai của Archelaus, Archelaus II cai trị của vương quốc chư hầu Cilicia của La Mã. Đến phương đông vào năm 18 CN, Germanicus đã củng cố sự kiểm soát La Mã trên khắp Cappadocia và khu vực. Theo lệnh của Hoàng đế, Germanicus cũng thôn tính luôn quốc gia hàng xóm phía đông nam của Cappadocia, vương quốc chư hầu Commagene, vào đế quốc như một phần của tỉnh Syria.
Trong thế kỷ 1, Polemon II của Pontus đã cai trị trên những tàn tích của vương quốc Pontos (Tiểu Armenia và Colchis) với vai trò là một vị vua chư hầu của La Mã. Tuy nhiên, vào năm 62 CN, Hoàng đế La Mã Nero đã lật đổ ông và sáp nhập vương quốc của ông vào đế quốc bằng cách hợp nhất lãnh thổ cũ của ông vào Cappadocia.
Với sông Euphrates là biên giới ở phía đông, Cappadocia là tỉnh nằm xa về phía đông nhất của đế quốc. Thủ phủ của nó, Caesarea (Kayseri ngày nay), lại nằm gần khu vực trung tâm Anatolia, cách xa biên giới với Parthia. Sau khi được sáp nhập, tỉnh này được cai quản bởi một thống đốc thuộc tầng lớp kị sĩ với tước hiệu kiểm sát trưởng. Các viên kiểm sát trưởng chỉ có quyền huy những đơn vị quân trợ chiến và phải trộng cậy vào viên legate của hoàng đế thuộc tầng lớp nguyên lão ở Syria. Sau cuộc nội chiến La Mã vào năm 69, Hoàng đế Vespasianus đã biến nó thành một tỉnh thuộc viện nguyên lão và khiến cho viên thống đốc của nó tương đương với người đồng cấp ở Syria. Vì là một tỉnh thuộc viện nguyên lão nên vào giữa thế kỷ thứ hai, Cappadocia giữ lại một đơn vị đồn trú quân sự thường trực gồm ba quân đoàn và một số đơn vị quân trợ chiến, tổng cộng hơn 28.000 quân. Sự hiện diện quân sự ở Cappadocia đóng vai trò như là một lực lượng phản ứng quan trọng đối với các cuộc xâm lược từ đế quốc Parthia và cho phép La Mã dễ dàng can thiệp vào công việc nội bộ của vương quốc chư hầu Aremenia.
Người Cappadocia đầu tiên được nhận vào viện nguyên lão La Mã là Tiberius Claudius Gordianus, dưới triều đại của Marcus Aurelius vào giữa thế kỷ thứ hai.

#### Thời kì quân chủ
Sau khi Diocletianus tiến hành tổ chức lại tỉnh, các vùng lãnh thổ Pontic và Armenia đã được tách ra, và tỉnh chỉ còn lại vùng đất Cappadocia ban đầu. Nó đã được cai quản bởi một consularis và thuộc giáo phận Pontus. Vào cuối thập niên 330, nửa phía đông của tỉnh được tách ra để hình thành nên các tỉnh Armenia Prima và Armenia Secunda. Vào năm 371, hoàng đế Valens lại tách khu vực phía tây nam xung quanh Tyana, mà đã trở thành Cappadocia Secunda dưới quyền một praeses, trong khi phần còn lại trở thành Cappadocia Prima, vẫn dưới quyền một consularis.

### Đế quốc Byzantine
Trong giai đoạn từ năm 535-553, dưới triều đại của hoàng đế Justinian I, hai tỉnh đã được sáp nhập lại thành một đơn vị duy nhất dưới quyền một thống đốc tỉnh. Trong những năm đầu thế kỷ thứ 7, khu vực này đã bị đế quốc Sassanid chiếm đóng một thời gian ngắn.